# イアン・ペイス (ピアニスト)
イアン・ペイス (Ian Pace)はイギリスの現代音楽のピアニスト、音楽学者。

## 略歴
クイーンズ・カレッジ卒業後、ジュリアード音楽院で念願のジェルジ・シャーンドルに師事した。「シャーンドル・メソッド」から天啓を得たと語る彼はシャーンドルと同じく現代の作曲家へ興味を程なく移し、大量の新作初演を行った。20世紀音楽のレパートリーは1000曲以上に上っている。公式には英国現代ピアノ演奏コンクールで優勝後に演奏活動をはじめたことになってはいるが、それ以前にも多くの新作初演を手がけていた。
彼は1996年にマイケル・フィニスィーピアノ作品全曲演奏会を6晩にテーマ別に分けて難なく開催し、フィニスィーのピアノ音楽における功績を改めて浮き彫りにした。この覇気に打たれたフィニスィーは5時間15分を要する「音で辿る写真の歴史」を五年かけて完成。2001年に英国王立音楽院で全曲世界初演を敢行した。サウサンプトン大学音楽学部で特任ピアノ講師を務める傍ら、リサイタル活動も地道に行っていたが、音楽学者へ転身して博士号を授与された。現在はロンドン大学で教鞭をとりつつ、ピアニストとしての活動を行っている。現代音楽のみならず、ベートーヴェン-リストの「田園」とフィニスィーのイングリッシュカントリーチューンズを組み合わせるなど、レパートリーは広い。
2016年9月から2017年1月に「フィニスィーの70歳を祝う」と題して全11日のピアノ曲全曲演奏会を、ベン・スミス、フィニスィー本人とともに敢行した。このために書かれた作品も初演された。
ブライアン・ファーニホウの「レンマ・アイコン・エピグラム」の商業録音を二種残す目下唯一のピアニストである。2024年6月、初来日公演開催予定。

## ピアノ独奏を含むディスコグラフィー
- Christopher Fox - More Light
- Michael Finnissy - Gershwin Arrangements, More Gershwin
- Michael Finnissy - Verdi Transcriptions, Piano Concertos 4 & 6, Snowdrift, To & Fro
- Various Composers - Tracts
- Walter Zimmermann - Beginner's Mind
- Michael Finnissy - The History Of Photography In Sound
- Brian Ferneyhough - Complete Piano Music 1965-2018